# W11 – Wydział Śledczy

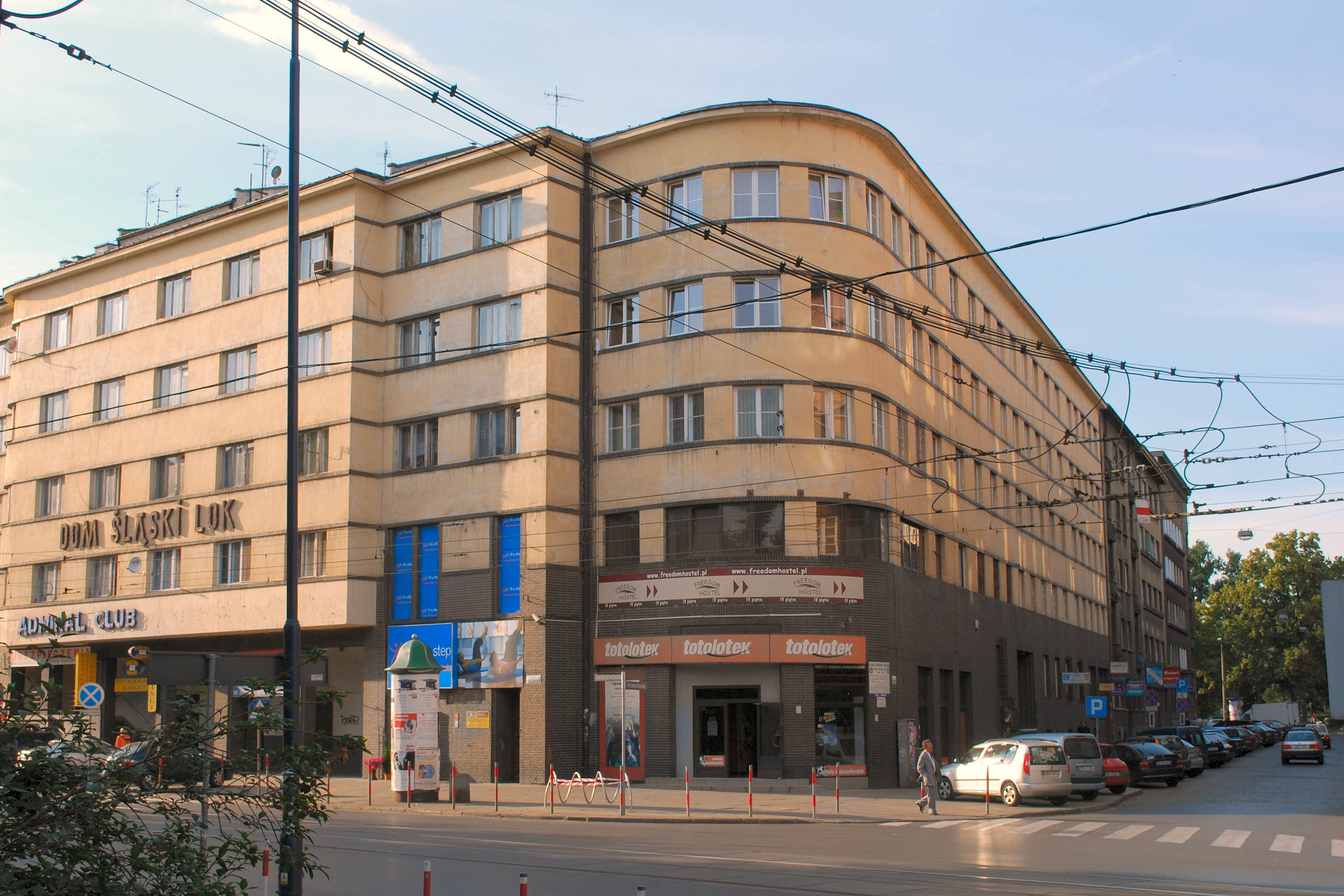
Budynek serialowego komisariatu policji. W rzeczywistości oddział Muzeum Historycznego Miasta Krakowa

W11 – Wydział Śledczy – polski serial paradokumentalny z gatunku docu-crime emitowany na antenie TVN od 6 września 2004 roku do 11 czerwca 2014 roku, oparty na niemieckim oryginale K11 – Kommissare im Einsatz na licencji Constantin Entertainment, serialu emitowanym na niemieckim kanale komercyjnym Sat 1 od 1. września 2003 roku do czerwca 2014 roku.

## Fabuła
Serial pokazywał pracę krakowskich policjantów z wydziału dochodzeniowo-śledczego, pracujących na fikcyjnej komendzie przy ulicy Pomorskiej 2. W role komisarzy wcielili się prawdziwi policjanci, posiadający wieloletnie doświadczenie. 
W latach 2007-2012 wyemitowano kilkanaście odcinków serialu, których fabuła była połączona z siostrzanym serialem Detektywi (w tym drugim zawsze miała swój początek), a w dniach 14 i 15 kwietnia 2011 roku nadano również odcinki obu tych seriali objęte fabułą zakończoną ostatecznie w serialu Sędzia Anna Maria Wesołowska. 

## Obsada

### I para serialowych komisarzy
- Nadkomisarz Anna Potaczek (ur. 31 marca 1963 w Mszanie Dolnej) – Ukończyła liceum ekonomiczne i studia prawnicze na Uniwersytecie Jagiellońskim. Już w trakcie studiów rozpoczęła pracę w policji, przeszła do wydziału operacyjno-dochodzeniowego i później została jego kierownikiem. Przez 17 lat kierowała sekcją, która liczyła 8 osób. Ma męża i trzech synów – Grzegorza (ur. 26 kwietnia 1988r.) oraz bliźniaków – Piotra i Krzysztofa (ur. 9 lipca 1993r.).
- Komisarz Maciej Dębosz (ur. 23 listopada 1973 w Krakowie) – Jest absolwentem Akademii Wychowania Fizycznego im. Bronisława Czecha w Krakowie. Od 1995 pracował w policji, od 1996 jako antyterrorysta. W latach 2000/2001 oraz 2003/2004 przebywał na misjach pokojowych ONZ w Kosowie. W 2007 został dowódcą Plutonu Szturmowego Samodzielnego Pododdziału Antyterrorystycznego Policji. Ma żonę – Dorotę Dębosz i syna – Patryka (ur. 7 lipca 1995r.).

### II para serialowych komisarzy
- Starszy sierżant Anna Palka (ur. 2 października 1971 w Zagórzu koło Babic) – Ukończyła Liceum Ogólnokształcące w Chrzanowie. Od 2000 pracowała w Komendzie Powiatowej Policji w Chrzanowie. Po ukończeniu szkolenia podstawowego w Legionowie pracowała jako dzielnicowy. Następnie w sekcji dochodzeniowo-śledczej; później w zespole finansów i zaopatrzenia. Była pomocnikiem oficera dyżurnego. Przez ostatni rok pracowała w sekcji kryminalnej. Ma męża – Piotra Palkę (z zawodu górnik) i córkę – Karolinę Kopeć (ur. 18.03.1988r.) oraz dwie wnuczki: Wiktorię (ur. 18 lipca 2005r.) i Maję (ur. 4 lipca 2011r.).
- Komisarz Rafał Kopacz (ur. 9 czerwca 1974 w Trzebini) – Ukończył technikum elektroniczne. Do policji wstąpił w 1997 roku. Pełnił służbę w Komendzie Powiatowej Policji w Chrzanowie. Początkowo pracował w plutonie patrolowo-interwencyjnym. Następnie przeszedł do wydziału dochodzeniowo-śledczego, gdzie pełnił służbę przez ostatnie pięć lat. Z pierwszego związku małżeńskiego z Moniką Kopacz ma dwoje dzieci: córkę – Karolinę (ur. 18 kwietnia 1998r.) i syna – Jakuba (ur. 17 maja 2000r.). Po zakończeniu emisji serialu został franczyzobiorcą firmy Kredigo, która specjalizuje się w pożyczkach krótkoterminowych[5].

### III para serialowych komisarzy
- Nadkomisarz Joanna Czechowska (ur. 20 czerwca 1972 w Krakowie) – Po liceum ogólnokształcącym ukończyła studia w Wyższej Szkole Policji w Szczytnie, a następnie podyplomowe studia politologiczne. W policji pracowała od 1991, w Komendzie Wojewódzkiej Policji w Krakowie. Po zakończeniu praktyk rozpoczęła pracę jako posterunkowy. Później zajmowała się przestępstwami narkotykowymi. Jako nadkomisarz pełniła obowiązki zastępcy naczelnika sekcji kryminalnej. Z pierwszego związku małżeńskiego ma córkę – Patrycję (ur. 4 września 2010r.). W 2022 ponownie wyszła za mąż.
- Starszy aspirant Sebastian Wątroba (ur. 19 lipca 1973 w Chrzanowie) – Po ukończeniu liceum zawodowego ukończył pięcioletnie zaoczne studia magisterskie o specjalności resocjalizacja na Uniwersytecie Śląskim w Katowicach, a także kursy i szkolenia. Od 1994 roku pracuje w policji. Czynną służbę pełnił, jednak tylko do 2004. Pełnił służbę w wydziale kryminalnym w Komendzie Powiatowej Policji w Chrzanowie. W 2010 przeszedł na policyjną emeryturę w stopniu starszego aspiranta. Był dwukrotnie żonaty. Z pierwszego związku małżeńskiego ma syna Krzysztofa (ur. 13 maja 1994r.), z drugiego małżeństwa z Olgą Chabinowską (z zawodu florystka) ma syna – Antoniego (ur. 15 lipca 2010r.) Obecnie jest żonaty z Sabiną Wątroba którą ma troje dzieci córki – Amelię (ur. 2 września 2012r.) i Helenę oraz syna Jana.

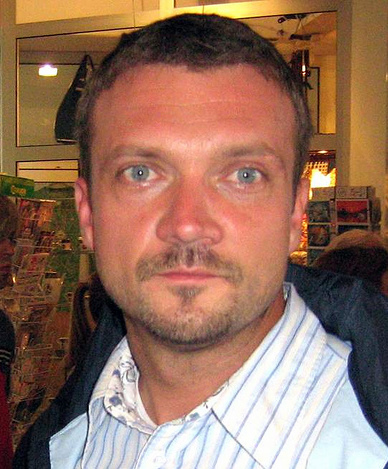
Starszy aspirant Sebastian Wątroba

### Współpracownicy
- Tomasz Bukowski
- Bartłomiej Armatys
- Kamil Ruszecki
- Katarzyna Brocka

### Policjanci operacyjni
- Rafał
- Paweł
- Grzegorz
- Mariusz
- Przemysław

### Policjanci mundurowi
- Ryszard
- Rafał
- Paweł
- Anna
- Kamila
- Grzegorz
- Jacek
- Marek
- Sylwester
- Adam
- Krzysztof
- Jan
- Jarosław
- Dariusz
- Dawid
- Janusz
- Marcin
- Agnieszka
- Tomasz
- Andrzej
- Szymon
- Piotr
- Robert
- Michał
- Karolina
- Czesław
- Kinga
- Łukasz
- Edward
- Henryk
- Ewelina

### Lekarze sądowi
- Adam Wąsik
- Adam Milewski
- Jarosław Pawlak
- Jarek

### Technicy kryminalistyczni
- Wojciech
- Barbara
- Joanna
- Grzegorz
- Kamila
- Cezary
- Przemysław
- Tomasz
- Kazimierz

### Odeszli z serialu
- Sierżant sztabowy Maciej Friedek (ur. 13 października 1973 w Bytomiu) – Ukończył technikum, z zawodu jest mechanikiem. Od 1994 r. pracował w policji, początkowo w Referacie Kryminalnym jako pracownik dochodzeniowo-śledczy, a ostatnie cztery lata jako pracownik operacyjny. Odszedł z W-11 z powodu postrzału, kula utkwiła mu pod obojczykiem, nie mógł kontynuować pracy w policji. Przyjął propozycję pracy Marzeny Fliegel, został prywatnym detektywem. Z pierwszego małżeństwa z Magdą ma dwóch synów — Kajetana (ur. 27 czerwca 1998) i Jana (ur. 30 czerwca 2006). Obecnie jest żonaty z Karoliną Lutczyn (od 4 lipca 2009). Zastąpił go Jakub Gęsiarz w 2005 roku.
- Sierżant sztabowy Jakub Gęsiarz (ur. 10 czerwca 1974 w Częstochowie) – Ukończył technikum budowlane. Od 1998 roku pracował w policji. Początkowo pełnił służbę w Oddziałach Prewencji, potem w plutonie patrolowym, następnie został delegowany do Plutonu Wywiadowców. Przez ostatnich kilka lat pracował w sekcji kryminalnej. Od 10 lipca 2006 ma żonę – Ewę Gęsiarz. Odszedł z serialu z powodów rodzinnych, kontynuował służbę w Komendzie Miejskiej Policji w Częstochowie. Zastąpił go Maciej Dębosz w 2007 roku.

### Gościnnie
- Ryszard Cebula (odcinek 334 - Mediator)
- Zbigniew Wodecki (odcinek 136 - Idol)

### Inni
- Paweł Zięba - prokurator
- Zbigniew Włodarczyk – prokurator
- Ania - psycholog
- Przemysław Antkiewicz
- Aleksandra Maj
- Barbara Chrobak
- Paweł
- Magdalena Czajka
- kom. Michał Nowak – policjant, który pomagał Annie Palce i Rafałowi Kopaczowi w śledztwie w odc.1067 ″Żona policjanta″.

## Spis serii
| Seria | Sezon            | Odcinki        | Premiera serii   | Finał serii       | Pora emisji |
| ----- | ---------------- | -------------- | ---------------- | ----------------- | --- |
| 1     | 2004/2005        | 1–197 (197)    | 6 września 2004  | 24 czerwca 2005   | poniedziałek–piątek 17.15 (od 6 września 2004 do 31 maja 2005) poniedziałek–piątek 20.15 (od 6 czerwca 2005 do 24 czerwca 2005) |
| 2     | 2005/2006        | 198–354 (157)  | 5 września 2005  | 8 czerwca 2006    | poniedziałek–piątek 18.25 (od 5 września 2005 do 4 listopada 2005) poniedziałek–czwartek 18.25 (od 7 listopada 2005 do 24 listopada 2005) poniedziałek–środa 18.25 (od 28 listopada 2005 do 1 lutego 2006) poniedziałek–czwartek 20.15 (od 6 lutego 2006) |
| 3     | jesień 2006      | 355–413 (59)   | 5 września 2006  | 14 grudnia 2006   | poniedziałek–czwartek 20.15 piątek 20.00 (15 i 22 czerwca 2007) |
| 4     | zima–wiosna 2007 | 414–506 (93)   | 15 stycznia 2007 | 22 czerwca 2007   | poniedziałek–czwartek 20.15 piątek 20.00 (15 i 22 czerwca 2007) |
| 5     | jesień 2007      | 507–570 (64)   | 3 września 2007  | 20 grudnia 2007   | poniedziałek–czwartek 20.15 piątek 20.00 (15 i 22 czerwca 2007) |
| 6     | wiosna 2008      | 571–648 (78)   | 4 lutego 2008    | 19 czerwca 2008   | poniedziałek–czwartek 20.15 piątek 20.00 (15 i 22 czerwca 2007) |
| 7     | jesień 2008      | 649–708 (60)   | 1 września 2008  | 11 grudnia 2008   | poniedziałek–czwartek 20.45 (2008-2013/2014) poniedziałek–czwartek 20.50 (2014) poniedziałek–czwartek 20.05 (czerwiec 2014) |
| 8     | wiosna 2009      | 709–767 (59)   | 16 lutego 2009   | 28 maja 2009      | poniedziałek–czwartek 20.45 (2008-2013/2014) poniedziałek–czwartek 20.50 (2014) poniedziałek–czwartek 20.05 (czerwiec 2014) |
| 9     | jesień 2009      | 768–819 (52)   | 7 września 2009  | 3 grudnia 2009    | poniedziałek–czwartek 20.45 (2008-2013/2014) poniedziałek–czwartek 20.50 (2014) poniedziałek–czwartek 20.05 (czerwiec 2014) |
| 10    | wiosna 2010      | 820–894 (75)   | 1 lutego 2010    | 10 czerwca 2010   | poniedziałek–czwartek 20.45 (2008-2013/2014) poniedziałek–czwartek 20.50 (2014) poniedziałek–czwartek 20.05 (czerwiec 2014) |
| 11    | jesień 2010      | 895–954 (60)   | 6 września 2010  | 16 grudnia 2010   | poniedziałek–czwartek 20.45 (2008-2013/2014) poniedziałek–czwartek 20.50 (2014) poniedziałek–czwartek 20.05 (czerwiec 2014) |
| 12    | wiosna 2011      | 955–1029 (75)  | 7 lutego 2011    | 16 czerwca 2011   | poniedziałek–czwartek 20.45 (2008-2013/2014) poniedziałek–czwartek 20.50 (2014) poniedziałek–czwartek 20.05 (czerwiec 2014) |
| 13    | jesień 2011      | 1030–1081 (52) | 5 września 2011  | 1 grudnia 2011    | poniedziałek–czwartek 20.45 (2008-2013/2014) poniedziałek–czwartek 20.50 (2014) poniedziałek–czwartek 20.05 (czerwiec 2014) |
| 14    | wiosna 2012      | 1082–1140 (59) | 13 lutego 2012   | 24 maja 2012      | poniedziałek–czwartek 20.45 (2008-2013/2014) poniedziałek–czwartek 20.50 (2014) poniedziałek–czwartek 20.05 (czerwiec 2014) |
| 15    | jesień 2012      | 1141–1184 (44) | 3 września 2012  | 15 listopada 2012 | poniedziałek–czwartek 20.45 (2008-2013/2014) poniedziałek–czwartek 20.50 (2014) poniedziałek–czwartek 20.05 (czerwiec 2014) |
| 16    | wiosna 2013      | 1185–1247 (63) | 11 lutego 2013   | 30 maja 2013      | poniedziałek–czwartek 20.45 (2008-2013/2014) poniedziałek–czwartek 20.50 (2014) poniedziałek–czwartek 20.05 (czerwiec 2014) |
| 17    | jesień 2013      | 1248–1307 (60) | 2 września 2013  | 12 grudnia 2013   | poniedziałek–czwartek 20.45 (2008-2013/2014) poniedziałek–czwartek 20.50 (2014) poniedziałek–czwartek 20.05 (czerwiec 2014) |
| 18    | wiosna 2014      | 1308–1377 (70) | 10 lutego 2014   | 11 czerwca 2014   | poniedziałek–czwartek 20.45 (2008-2013/2014) poniedziałek–czwartek 20.50 (2014) poniedziałek–czwartek 20.05 (czerwiec 2014) |

## Kartoteka W11
Kartoteka W11 – serial, w którym prezentowane były dwie sprawy kryminalne pochodzące z wybranych odcinków "W11 – Wydział Śledczy", łączące się w jedną całość. Serial był emitowany premierowo w stacji TTV od 2 stycznia 2012 do 2016 roku. Początkowo produkcja miała trafić w 2011 roku na antenę TVN Turbo jako "Z archiwum W11".